# Miami Open 2007 - Qualificazioni singolare maschile
Le qualificazioni del singolare maschile del Miami Open 2007 sono state un torneo di tennis preliminare per accedere alla fase finale della manifestazione. I vincitori dell'ultimo turno sono entrati di diritto nel tabellone principale. In caso di ritiro di uno o più giocatori aventi diritto a questi sono subentrati i lucky loser, ossia i giocatori che hanno perso nell'ultimo turno ma che avevano una classifica più alta rispetto agli altri partecipanti che avevano comunque perso nel turno finale.
Le qualificazioni del torneo Sony Ericsson Open  2007 prevedevano 48 partecipanti di cui 12 sono entrati nel tabellone principale.

## Teste di serie
1. Guillermo Cañas (Qualificato)
2. Evgenij Korolëv (ultimo turno)
3. Tejmuraz Gabašvili (Qualificato)
4. Robert Kendrick (ultimo turno)
5. Amer Delić (Qualificato)
6. Feliciano López (Qualificato)
7. Alejandro Falla (ultimo turno)
8. Ivo Karlović (Qualificato)
9. Andreas Seppi (Qualificato)
10. Davide Sanguinetti (primo turno)
11. Andrei Pavel (primo turno)
12. Lukáš Dlouhý (primo turno)

1. Chris Guccione (Qualificato)
2. André Sá (primo turno)
3. Simone Bolelli (Qualificato)
4. Raemon Sluiter (primo turno)
5. Frank Dancevic (ultimo turno)
6. Thiago Alves (ultimo turno)
7. Kevin Kim (Qualificato)
8. Wayne Odesnik (primo turno)
9. Dudi Sela (primo turno)
10. Ricardo Mello (Qualificato)
11. Benedikt Dorsch (primo turno)
12. Rik De Voest (ultimo turno)

## Qualificati
1. Guillermo Cañas
2. Raemon Sluiter
3. Tejmuraz Gabašvili
4. Simone Bolelli
5. Amer Delić
6. Feliciano López

1. Chris Guccione
2. Ivo Karlović
3. Andreas Seppi
4. Robin Haase
5. Kevin Kim
6. Ricardo Mello

## Tabellone

### Legenda
| - Q = Qualificato - WC = Wild card - LL = Lucky loser | - ALT = Alternate - SE = Special Exempt - PR = Protected Ranking | - w/o = Walkover - r = Ritirato - d = Squalificato |

### Sezione 1
|  | Primo turno | Primo turno     | Primo turno     | Primo turno | Primo turno |  |  | Ultimo turno | Ultimo turno    | Ultimo turno    | Ultimo turno | Ultimo turno |  |
|  |             |                 |                 |             |             |  |  |              |                 |                 |              |              |  |
|  | 1           | Guillermo Cañas | Guillermo Cañas | 6           | 6           |  |  |              |                 |                 |              |              |  |
|  |             | Brendan Evans   | Brendan Evans   | 4           | 4           |  |  | 1            | Guillermo Cañas | Guillermo Cañas | 6            | 6            |  |
|  | 18          | Thiago Alves    | Thiago Alves    | 6           | 6           |  |  | 18           | Thiago Alves    | Thiago Alves    | 0            | 1            |  |
|  |             | Federico Luzzi  | Federico Luzzi  | 2           | 1           |  |  |              |                 |                 |              |              |  |

### Sezione 2
|  | Primo turno | Primo turno             | Primo turno             | Primo turno | Primo turno |  |  | Ultimo turno | Ultimo turno    | Ultimo turno    | Ultimo turno | Ultimo turno |  |
|  |             |                         |                         |             |             |  |  |              |                 |                 |              |              |  |
|  | 2           | Evgenij Korolëv         | Evgenij Korolëv         | 6           | 6           |  |  |              |                 |                 |              |              |  |
|  |             | Sam Warburg             | Sam Warburg             | 2           | 2           |  |  | 2            | Evgenij Korolëv | Evgenij Korolëv | 3            | 4            |  |
|  |             | Raemon Sluiter          | Raemon Sluiter          | 6           | 7           |  |  |              | Raemon Sluiter  | Raemon Sluiter  | 6            | 6            |  |
|  | 16          | Konstantinos Economidis | Konstantinos Economidis | 4           | 63          |  |  |              |                 |                 |              |              |  |

### Sezione 3
|  | Primo turno | Primo turno        | Primo turno   | Primo turno | Primo turno |  |  | Ultimo turno | Ultimo turno       | Ultimo turno | Ultimo turno | Ultimo turno |  |
|  |             |                    |               |             |             |  |  |              |                    |              |              |              |  |
|  | 3           | Tejmuraz Gabašvili | 7             | 5           | 6           |  |  |              |                    |              |              |              |  |
|  |             | George Bastl       | 63            | 7           | 2           |  |  | 3            | Tejmuraz Gabašvili | 2            | 6            | 7            |  |
|  |             | André Sá           | André Sá      | 6           | 6           |  |  |              | André Sá           | 6            | 1            | 5            |  |
|  | 14          | Gilles Müller      | Gilles Müller | 4           | 4           |  |  |              |                    |              |              |              |  |

### Sezione 4
|  | Primo turno | Primo turno             | Primo turno             | Primo turno | Primo turno |  |  | Ultimo turno | Ultimo turno    | Ultimo turno    | Ultimo turno | Ultimo turno |  |
|  |             |                         |                         |             |             |  |  |              |                 |                 |              |              |  |
|  | 4           | Robert Kendrick         | 5                       | 6           | 6           |  |  |              |                 |                 |              |              |  |
|  |             | Zack Fleishman          | 7                       | 1           | 4           |  |  | 4            | Robert Kendrick | Robert Kendrick | 4            | 4            |  |
|  | 15          | Simone Bolelli          | Simone Bolelli          | 6           | 7           |  |  | 15           | Simone Bolelli  | Simone Bolelli  | 6            | 6            |  |
|  |             | Petru-Alexandru Luncanu | Petru-Alexandru Luncanu | 0           | 5           |  |  |              |                 |                 |              |              |  |

### Sezione 5
|  | Primo turno | Primo turno   | Primo turno   | Primo turno | Primo turno |  |  | Ultimo turno | Ultimo turno  | Ultimo turno | Ultimo turno | Ultimo turno |  |
|  |             |               |               |             |             |  |  |              |               |              |              |              |  |
|  | 5           | Amer Delić    | Amer Delić    | 6           | 6           |  |  |              |               |              |              |              |  |
|  |             | Pavel Chekhov | Pavel Chekhov | 4           | 2           |  |  | 5            | Amer Delić    | 6            | 2            | 7            |  |
|  |             | Wayne Odesnik | 4             | 7           | 6           |  |  |              | Wayne Odesnik | 4            | 6            | 5            |  |
|  | 20          | Oliver Marach | 6             | 6           | 3           |  |  |              |               |              |              |              |  |

### Sezione 6
|  | Primo turno | Primo turno     | Primo turno   | Primo turno | Primo turno |  |  | Ultimo turno | Ultimo turno    | Ultimo turno | Ultimo turno | Ultimo turno |  |
|  |             |                 |               |             |             |  |  |              |                 |              |              |              |  |
|  | 6           | Feliciano López | 6             | 3           | 7           |  |  |              |                 |              |              |              |  |
|  |             | Alex Bogdanović | 2             | 6           | 63          |  |  | 6            | Feliciano López | 6            | 3            | 6            |  |
|  | 24          | Rik De Voest    | Rik De Voest  | 6           | 6           |  |  | 24           | Rik De Voest    | 4            | 6            | 3            |  |
|  |             | Paolo Lorenzi   | Paolo Lorenzi | 0           | 4           |  |  |              |                 |              |              |              |  |

### Sezione 7
|  | Primo turno | Primo turno     | Primo turno     | Primo turno | Primo turno |  |  | Ultimo turno | Ultimo turno    | Ultimo turno | Ultimo turno | Ultimo turno |  |
|  |             |                 |                 |             |             |  |  |              |                 |              |              |              |  |
|  | 7           | Alejandro Falla | Alejandro Falla | 7           | 6           |  |  |              |                 |              |              |              |  |
|  |             | Donald Young    | Donald Young    | 6           | 1           |  |  | 7            | Alejandro Falla | 63           | 6            | 3            |  |
|  | 13          | Chris Guccione  | Chris Guccione  | 6           | 6           |  |  | 13           | Chris Guccione  | 7            | 3            | 6            |  |
|  |             | Nathan Healey   | Nathan Healey   | 3           | 2           |  |  |              |                 |              |              |              |  |

### Sezione 8
|  | Primo turno | Primo turno    | Primo turno    | Primo turno  | Primo turno |  |  | Ultimo turno | Ultimo turno   | Ultimo turno | Ultimo turno | Ultimo turno |  |
|  |             |                |                |              |             |  |  |              |                |              |              |              |  |
|  | 8           | Ivo Karlović   | Ivo Karlović   | Ivo Karlović | 5           |  |  |              |                |              |              |              |  |
|  |             | Miša Zverev    | Miša Zverev    | Miša Zverev  | 1r          |  |  | 8            | Ivo Karlović   | 65           | 7            | 6            |  |
|  | 17          | Frank Dancevic | Frank Dancevic | 6            | 6           |  |  | 17           | Frank Dancevic | 7            | 65           | 3            |  |
|  |             | Viktor Troicki | Viktor Troicki | 3            | 2           |  |  |              |                |              |              |              |  |

### Sezione 9
|  | Primo turno | Primo turno      | Primo turno    | Primo turno | Primo turno |  |  | Ultimo turno | Ultimo turno    | Ultimo turno | Ultimo turno | Ultimo turno |  |
|  |             |                  |                |             |             |  |  |              |                 |              |              |              |  |
|  | 9           | Andreas Seppi    | Andreas Seppi  | 6           | 7           |  |  |              |                 |              |              |              |  |
|  |             | Nicolás Todero   | Nicolás Todero | 4           | 64          |  |  | 9            | Andreas Seppi   | 3            | 6            | 6            |  |
|  |             | Benedikt Dorsch  | 4              | 7           | 0           |  |  |              | Benedikt Dorsch | 6            | 2            | 1            |  |
|  | 23          | Rainer Schüttler | 6              | 68          | 0r          |  |  |              |                 |              |              |              |  |

### Sezione 10
|  | Primo turno | Primo turno        | Primo turno        | Primo turno | Primo turno |  |  | Ultimo turno | Ultimo turno | Ultimo turno | Ultimo turno | Ultimo turno |  |
|  |             |                    |                    |             |             |  |  |              |              |              |              |              |  |
|  |             | Robin Haase        | Robin Haase        | 6           | 6           |  |  |              |              |              |              |              |  |
|  | 10          | Davide Sanguinetti | Davide Sanguinetti | 3           | 4           |  |  | Robin Haase  | Robin Haase  | Robin Haase  | 6            | 6            |  |
|  |             | Dudi Sela          | Dudi Sela          | 6           | 6           |  |  | Dudi Sela    | Dudi Sela    | Dudi Sela    | 4            | 2            |  |
|  | 21          | Dick Norman        | Dick Norman        | 1           | 3           |  |  |              |              |              |              |              |  |

### Sezione 11
|  | Primo turno | Primo turno     | Primo turno | Primo turno | Primo turno |  |  | Ultimo turno | Ultimo turno    | Ultimo turno    | Ultimo turno | Ultimo turno |  |
|  |             |                 |             |             |             |  |  |              |                 |                 |              |              |  |
|  |             | Paul Capdeville | 2           | 6           | 7           |  |  |              |                 |                 |              |              |  |
|  | 11          | Andrei Pavel    | 6           | 3           | 5           |  |  |              | Paul Capdeville | Paul Capdeville | 4            | 1            |  |
|  | 19          | Kevin Kim       | 2           | 6           | 7           |  |  | 19           | Kevin Kim       | Kevin Kim       | 6            | 6            |  |
|  |             | Alexander Waske | 6           | 1           | 64          |  |  |              |                 |                 |              |              |  |

### Sezione 12
|  | Primo turno | Primo turno   | Primo turno   | Primo turno | Primo turno |  |  | Ultimo turno | Ultimo turno  | Ultimo turno  | Ultimo turno | Ultimo turno |  |
|  |             |               |               |             |             |  |  |              |               |               |              |              |  |
|  |             | Ramón Delgado | Ramón Delgado | 7           | 6           |  |  |              |               |               |              |              |  |
|  | 12          | Lukáš Dlouhý  | Lukáš Dlouhý  | 63          | 3           |  |  |              | Ramón Delgado | Ramón Delgado | 3            | 1            |  |
|  | 22          | Ricardo Mello | Ricardo Mello | 7           | 6           |  |  | 22           | Ricardo Mello | Ricardo Mello | 6            | 6            |  |
|  |             | Tomáš Zíb     | Tomáš Zíb     | 6(0)        | 1           |  |  |              |               |               |              |              |  |